# حديقة جاسبر الوطنية
حديقة جاسبر الوطنية في ألبرتا، كندا، هي أكبر حديقة وطنية في جبال روكي في ألبرتا، تمتد على مساحة 11,000 كم2 (4,200 ميل مربع). تأسست كحديقة جاسبر الغابية في عام 1907، وتم تغيير اسمها إلى حديقة وطنية في عام 1930، وتم إعلانها موقعًا للتراث العالمي من قبل اليونسكو في عام 1984. تقع شمال حديقة بانف الوطنية وغرب إدمونتون. تحتوي الحديقة على أنهار جليدية لحقل الجليد كولومبيا آيسفيلد وينابيع وبحيرات وشلالات وجبال.

## تاريخ

### الأمم الأولى
تمتد الأراضي التي يغطيها حالياً حديقة جاسبر الوطنية منذ الأزمنة البعيدة وقد استوطنها شعوب ناكودا وكري وسيكوبيمك ودانيزا. تم العثور على نقطة بلاينفيو في منطقة رأس بحيرة جاسبر، والتي يعود تاريخها إلى ما بين 8000 و 7000 قبل الميلاد. في القرون التي تلت ذلك وحتى تأسيس الحديقة، تراوح استخدام الأراضي للأمم الأولى وفقًا لتغيرات المناخ على المدى الطويل ووفقًا لنمط دوري في أعداد الحيوانات، خصوصًا الأيل والوعل والماعز والأيل طويل الأذنين وأحيانًا الرنة. ابتداءً من القرن التاسع عشر، انتقل صيادو الهودينوسوني والنيبيسينغ بأعداد كبيرة إلى الجانب الشرقي من جبال الروكي، خاصة في نهر أثاباسكا ونهر سموكي. وكان معظمهم يعملون لصالح شركة نورث ويست. بحلول عام 1810 عندما عبر ديفيد تومسون ممر أثاباسكا، بقيادة الدليل الهودينوسوني المدعو توماس، كان هناك مئات من الهودينوسوني والأنيشينابي يعيشون في المنطقة. عندما أصبحت ماري شافر وارن أول مستوطنة تزور بحيرة ماليجن في عام 1908، والتي يعرفها الناكودا باسم تشابا إمني، فقد فعلت ذلك باتباع خريطة أعطاها إياها سامسون بيفر، دليل وصياد ناكودا.

### تجارة الفراء
اسم حديقة جاسبر الوطنية يعود إلى جاسبر هوز، تاجر فراء مولود في ماريلاند يعمل في شركة نورث ويست. في عام 1815، تولى هوز قيادة محطة تجارة لشركة نورث ويست، والتي تم بناؤها على بحيرة برويليه في عام 1813، وأصبحت تعرف فيما بعد باسم بيت جاسبر. في عام 1830، تم نقل المحطة التجارية إلى مكان آخر في نهر أتاباسكا، شمال بحيرة جاسبر. تم تعيين موقع بيت جاسبر نفسه كموقع تاريخي وطني في عام 1924.
دمر بيت جاسبر في عام 1910، ولكن أعطى اسمه لكل من الحديقة الوطنية وبلدة جاسبر في داخل الحديقة.

### تأسس حديقة جاسبر
تأسست حديقة جاسبر الغابية بواسطة أمر حكومي في مجلس الوزراء في 14 سبتمبر 1907. تم تحفيز إنشاء الحديقة نتيجة لخطط لإنشاء سكة حديد كندا ثانية عابر للقارات، والتي كانت تعبر سلسلة جبال الروكي في ممر يلوهيد؛ وكانت حديقة جاسبر تهدف إلى أن تُطوَّر إلى منتجع جبلي على غرار حديقة جبال الروكي، مع محطة قطار وفنادق سياحية ومدينة خدمات. باختصار، كانت حدائق الجبال تهدف جماعيًا لتكون نوعًا من أماكن اللعب البري لعمال الطبقة الوسطى، تضادًا للاكتئاب الذي يعانيه الإنسان الحديث. ومع ذلك، كانت الرؤية المتعلقة بالبرية والتي تعتمد عليها خطة التطوير تتعارض مع وجود مستوطنين ميتيس منذ فترة طويلة داخل حدود الحديقة، حيث كان العديد منهم ينحدرون من تجار الفراء البيض وهاودينوشوني في القرن التاسع عشر والذين كانوا يعملون شركة نورث ويست وشركة خليج هدسون. في عام 1909، تم الإعلان عن ست عائلات ميتيس على أنهم "متسللين" وتم دفع تعويضات لهم عن التحسينات التي قاموا بها على الأرض، بما في ذلك المباني والخنادق والحواجز، وأمروا بمغادرة الحديقة.
في عام 1911، تم تحت إدارة جديدة توسعة حديقة جاسبر الغابية للابتداع، وذلك ضمن فرع مضمون بداخلية الحكومة الفدرالية الجديد تحت عرضٍ لجيمس برنارد هاركين. وفي هذا الوقت، تم تغيير الاسم إلى حديقة جاسبر. تحت إشراف هاركين، كانت حدائق كندا الوطنية مكلفة بتحقيق هدفين مزدوجين، حماية البرية وتطوير الاقتصاد - في المقام الأول كوجهات سياحية. بشكل خاص، منع فرع الحدائق صراحة الصيد في جاسبر وباقي حدائق الجبال الأخرى، مستنكرًا القرن الطويل من التاريخ الذي قضت به الأمم الأولى في صيد الحيوانات البرية في المنطقة، ولا سيما اعتباط وسفك دم الحياة البرية المحلية. على الرغم من الحظر المفروض على الصيد، أصبحت الحديقة ومرافق السياحة التابعة لها قاعدة عمليات لصيادي الرياضة الأثرياء الكنديين والأمريكيين لرحلات الصيد الى الجبال الصخرية، بعيدًا عن القيود المفروضة في حدائق الجبال ومحمية الجبال الصخرية.

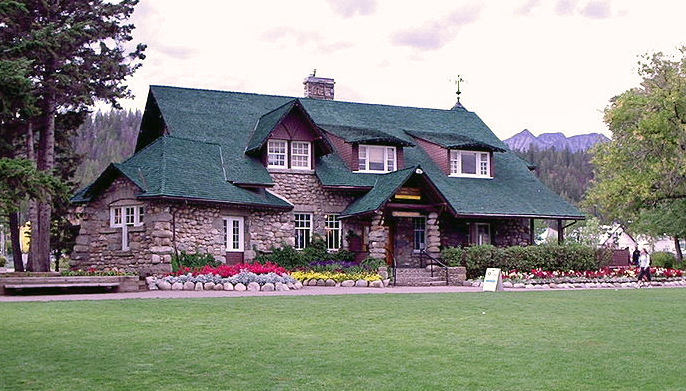
مركز جاسبر بارك للمعلومات، الذي بني في الأصل في عام 1914 كمبنى إداري ومقر لمدير الحديقة.

في عام 1930، أصبح حديقة جاسبر الغابية رسميًا حديقة جاسبر الوطنية بموجب قانون الحدائق الوطنية. أكد القسم 4 من القانون أكثر من ذلك دور الحديقة في الحفاظ على البرية، حيث تكون "حدائق كندا الوطنية مخصصة لشعب كندا للحصول على فائدتهم وتعليمهم واستمتاعهم" و "تحافظ عليها وتستخدم بحيث يبقون سليمين للاستمتاع بها للأجيال القادمة". بصورةٍ مفاجئة، وعلى الرغم من مهمتها في الحفاظ على المساحات الطبيعية، إلا أنّ القانون قام بإعادة تعريف حدود حديقة جاسبر، وإزالة مساحة تبلغ 518 كيلومتر مربع (200 ميل مربع) من الأراضي من الحديقة، بما في ذلك بحيرة برووليه وبحيرة روك، وافتتاح هذه المساحة المستأصلة لتعدين الفحم وتطوير الطاقة الكهرومائية.

### السياحة و الرياضة

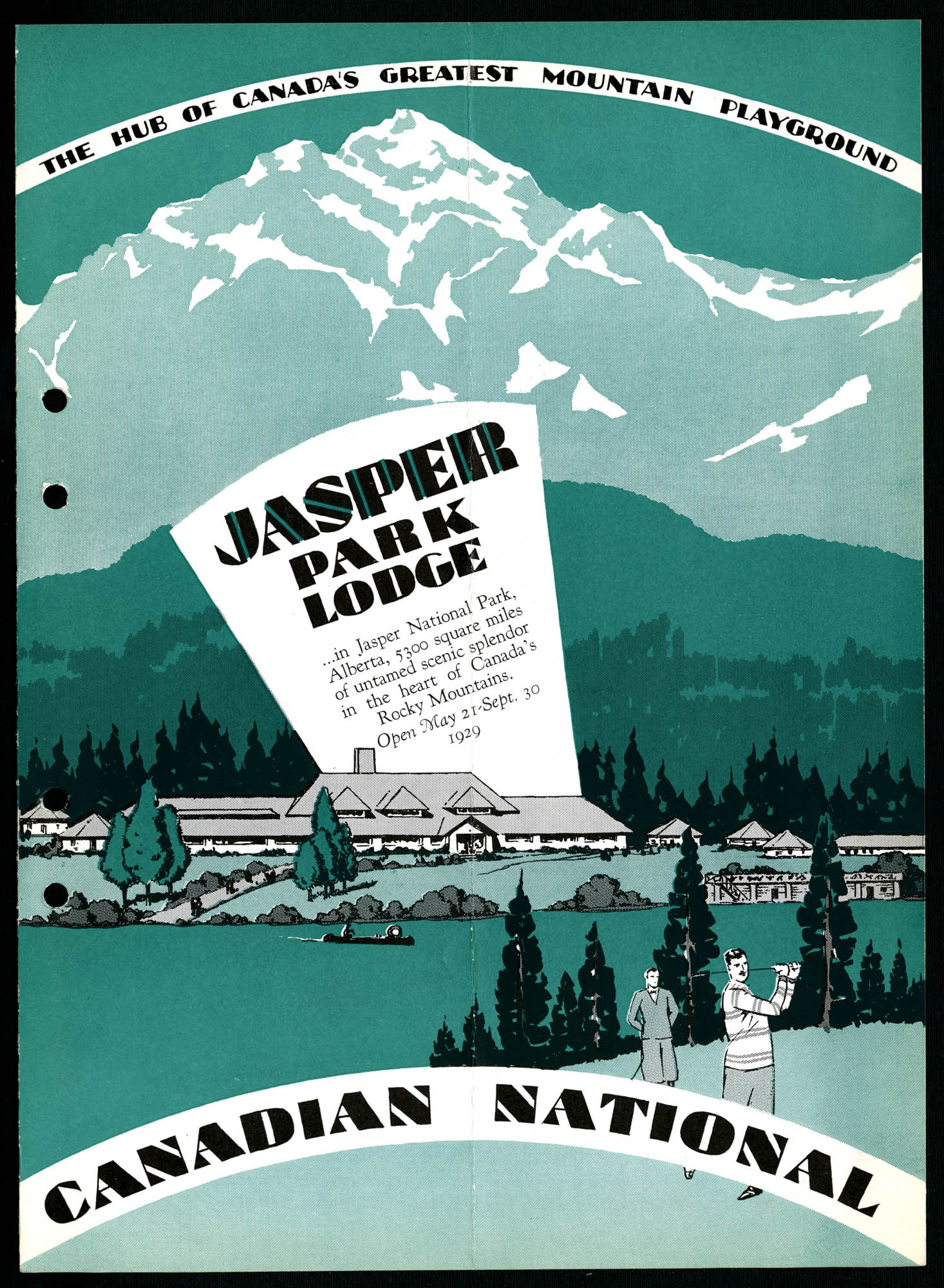
حملة إعلانية لشركة النقل الوطنية الكندية من عام 1929

في عام 1911، قامت غراند ترونك بيسيفيك بوضع سكة حديدية عبر الحديقة وعبر ممر يلوهيد. في نفس العام، أسست غراند ترونك بيسيفيك مدينة فيتزهيو حول محطة السكة الحديد الخاصة بالشركة؛ تمت إعادة تسمية المدينة إلى جاسبر في عام 1913. وتمت متابعة مسار غراند ترونك بيسيفيك عبر الممر في عام 1913 من قبل كندي نورثرن. بعد أن واجهتا صعوبات مالية، تم تأميم السكك الحديدية الاثنتين - غراند ترونك بيسيفيك في عام 1919 وكندي نورثرن في عام 1923 - ودمجهما في نهاية المطاف في السكة الحديدية الوطنية الكندية بواسطة أمر ملكي. تلاحقت السكة الحديدية لاحقًا بطريق بنيت بين إدمونتون وجاسبر. تم الانتهاء من القسم بين مدينة جاسبر والبوابة الشرقية للحديقة في عام 1928. ومع ذلك، استغرق الأمر ثلاث سنوات أخرى لإكمال الجزء المتبقي من الطريق في إدمونتون من قبل مقاطعة ألبرتا.
بحلول عام 1911، عندما تمركزت مسارات السكك الحديدية لغراند ترونك بيسيفيك عبر ممر ييلوهيد، كان هناك بالفعل ثمانية فنادق تأسست في جاسبر، ولكنها كانت بدائية ولم تفي بتوقعات الزبائن الأثرياء الذين تستهدفهم غراند ترونك بيسيفيك. لم تفتح شركة جاسبر بارك لودج، التي كانت نقطة التركيز في حملة غراند ترونك بيسيفيك في جاسبر، حتى عام 1922، ثلاث سنوات بعد إعلان الشركة افلاسها وعام واحد فقط قبل دمج السكة الحديدية الوطنية المملوكة من قبل الحكومة (شركة النقل الوطنية الكندية). مثل غراند ترونك بيسيفيك قبلها، قامت الشركة الوطنية الكندية بتسليط الضوء على حديقة جاسبر والمنتجع بشكل كبير في الملصق الإعلاني الخاص بها.
منذ تأسيسها، عملت بلدة جاسبر، ولاحقًا منتجع جاسبر بارك، كوسط نحو مختلف الأنشطة الرياضية المتعلقة بالهواء الطلق. حتى في أثناء زيارة ماري شيفر وارن الأولى لبحيرة مالينج، كانت هناك شركات تأجير مجهزات تظهر في الحديقة لتأجير المعدات وتوجيه المتنزهون والمتسلقون المحترفون. شكل النادي الألبي لكندا عام 1906 وتم تمويله جزئيًا عبر السكة الحديدية الوطنية الكندية في فترة العشرينات من القرن الماضي، وأقام سبعة من معسكراته السنوية لتسلق الجبال في جاسبر بين عامي 1926 و 1950. وبينما كان الصيد ممنوعًا في داخل حدود الحديقة، إلا أن مرافق الحديقة كانت تعمل كقاعدة عمليات لشركات تأجير المعدات والمرشدين الذين يقودون الصيادين الأثرياء في رحلات صيد إلى المحميات الغابية خارج حدود جاسبر.

### معسكرات الاعتقال
في عام 1916، تم فتح معسكر اعتقال من قبل حكومة كندا، استنادًا إلى سابقة تم تأسيسها في حديقة جبال الروكي. تم اعتبار هؤلاء الأفراد "أعداء أجانب"، وهم بشكل أساسي مهاجرون من الإمبراطورية الألمانية والإمبراطورية النمساوية المجرية، بما في ذلك الأوكرانيون، الذين كانوا يمثلون أكبر الجماعات المتأثرة، والإمبراطورية العثمانية. استخدمت الرجال المُعتقلون بشكل رئيسي في بناء طريق من مدينة جاسبر عبر نهر مالينى إلى بحيرة ميديسين أولاً، ثم إلى بحيرة مالينج في وقت لاحق.
في عام 1931، استجابةً للكساد العظيم، أقرت حكومة رئيس الوزراء ريتشارد بينيت قانون البطالة ومساعدات الزراعة، الذي يخصص أموالاً لمشاريع الأعمال العامة في الحدائق الوطنية. تم توظيف العمال، بينهم العديد من عمال السكك الحديدية الوطنية الكندية المفصولين، في مشاريع الطرق والجسور داخل الحديقة، حيث دفع لهم ما بين 25 إلى 30 سنتًا في الساعة، وعملوا لمدة ثمان ساعات في اليوم حتى ستة أيام في الأسبوع. في أكتوبر 1931، بموجب مشروع المساعدات، بدأت أعمال البناء على طريق بين جاسبر وبانف، والذي في النهاية أصبح أساسًا لطريق أيسفيلدز.
أُنشئت معسكرات الاحتجاز مرة أخرى خلال الحرب العالمية الثانية، عندما تم إجبار ثلاثمائة كندي من أصل ياباني على الانتقال إلى ثلاثة معسكرات على طول الطرق في جاسبر. بالإضافة إلى ذلك، تم إحتجاز 160 من معارضو الخدمة العسكرية، من بينهم العديد من المينونايتس من المقاطعات البريرية، في جاسبر وأُجبروا على العمل على تحسين طرق بحيرة مالينج وبحيرة ميديسين، بالإضافة إلى بناء طريق من غيكي إلى الحدود مع كولومبيا البريطانية.